# Etchemin jezik
Etchemin jezik (ISO 639: etc), izumrli algijski jezik kojim su govorili Etchemin Indijanci, preci suvremenih plemena Maliseet i Passamaquoddy.
Govorio se negdje do 18 stoljeća

## Vanjske poveznice
- Vocabulary Words in Native American Languages: Etchemin